# Valeriu Babansky
Valeriu Babansky, cunoscut și ca Valeriu Babanschi sau Valeriu Babanski, (n. 6 noiembrie 1945, Babele, Ismail, RSS Ucraineană, URSS – d. 28 septembrie 2009, Chișinău, Republica Moldova) a fost un prozator, poet și publicist basarabean, recunoscut pentru contribuțiile sale semnificative la literatura română din Republica Moldova.

## Biografie
Valeriu Babansky s-a născut la 6 noiembrie 1945 în satul Babele, raionul Ismail, într-o familie de țărani. A urmat studiile la școala medie din localitatea natală, manifestând de timpuriu o pasiune pentru literatură și scris.
După absolvirea școlii, a lucrat în diverse domenii, inclusiv ca jurnalist și redactor, colaborând cu mai multe publicații din Republica Moldova. De-a lungul carierei sale, a fost apreciat pentru stilul său literar distinct și pentru abordarea profundă a temelor sociale și existențiale.

## Activitate literară
Valeriu Babansky a debutat în literatură cu poezii și proză scurtă, publicate în diverse reviste literare. Opera sa cuprinde atât poezie, cât și proză, fiind remarcat pentru profunzimea și originalitatea scrierilor sale.
Una dintre lucrările sale notabile este romanul Mojud, publicat postum în 2021. Acest roman reprezintă o construcție pretențioasă și sofisticată, coborându-ne într-o lume mistică: secolul al IX-lea, lumea arabă, o arie a intersecțiilor spirituale, un fel de Terra mirifica. Eroul este un mistic sufit, parcurgând o sinusoidă încâlcită a unei inițieri totale. Este și o inițiere a cititorului într-un fel de gândire mistică sincretică, implicând mitologii, teologii, filozofii diferite, dar compatibile, autorul – naratorul – personajul chiar impunând ideea unei armonii universale.
Criticul literar Vitalie Răileanu a remarcat că „romanul lui Valeriu Babansky este o construcție pretențioasă și sofisticată, coborându-ne într-o lume mistică”.

## Moștenire și recunoaștere
Valeriu Babansky a lăsat o amprentă semnificativă în literatura basarabeană prin activitatea sa literară și publicistică. A fost menționat în diverse lucrări de referință, precum Dicționarul scriitorilor români din Basarabia 1812–2010.
După trecerea sa în neființă în 2009, opera sa a continuat să fie studiată și apreciată, iar publicarea postumă a romanului Mojud a adus o nouă perspectivă asupra talentului său literar.
Prin activitatea sa, Valeriu Babansky a contribuit la îmbogățirea patrimoniului literar al Basarabiei și la promovarea valorilor culturale românești în regiune.